# Aragoa funzana
Aragoa funzana är en grobladsväxtart som beskrevs av J.L. Fernández Alonso. Aragoa funzana ingår i släktet Aragoa och familjen grobladsväxter. Inga underarter finns listade i Catalogue of Life.